# Браян Малруні
Ма́ртін Бра́ян Малру́ні (англ. Martin Brian Mulroney; 20 березня 1939, Бе-Комо, Квебек — 29 лютого 2024) — адвокат, підприємець, 18-й прем'єр-міністр Канади. У 2018 році введений до Канадської зали слави людей з інвалідністю.

## Життєпис
Народився в родині ірландських емігрантів. Однаково володіє англійською та французькою мовами.
З 1955 до 1964 року вивчав право в університетах Сент Френсіс-Ксав'є (Антігоніш), Далхаузі (Галіфакс) й університеті Лаваля (Квебек). 1955 року вступив до лав Прогресивно-консервативної партії.
У 1964-1976 роках був співробітником, потім партнером однієї з монреальських юридичних фірм.
З 1976 до 1983 року обіймав посаду віцепрезидента, потім — президента компанії «Iron Ore Company of Canada», був членом ради директорів банку «Canadian Imperial Bank of Commerce», а також 12 різних компаній.
У червні 1983 року був обраний головою Прогресивно-консервативної партії Канади.
У 1983—1984 роках — лідер офіційної опозиції.
З 1983 до 1993 року був депутатом Палати громад федерального парламенту Канади.
Після перемоги його партії на виборах 1984 року Малруні став прем'єр-міністром Канади. Залишився на посаді й після федеральних виборів 1988 року.
Період його врядування позначився укладенням 1992 року договору про вільну торгівлю зі США та Мексикою, що дозволило 1994 року утворити Північноамериканську зону вільної торгівлі. Також у той період уряд Канади приділяв значну увагу охороні довкілля. Разом з тим, розроблені кабінетом Малруні проєкти конституційної реформи, відповідно до яких франкомовна провінція Квебек мала зміцнити свій автономний статус, зазнали невдачі.
Наприкінці врядування Малруні в Канаді розпочався промисловий спад. Запровадження нового податку на додану вартість зробило уряд Малруні непопулярним. Це, зрештою, призвело до розколу в Прогресивно-консервативній партії. Малруні оголосив про свою відставку в лютому 1993 року та в червні поступився посадою прем'єр-міністра Кім Кемпбелл, утім це не врятувало Прогресивно-консервативну партію від поразки на виборах 1993 року.
Після відставки Малруні працював консультантом у різних фірмах та корпораціях.